# Chayito Valdez
María del Rosario Valdez Campos (Orba, Bamoa, Sinaloa, 28 de mayo de 1946 - San Diego, California, 20 de junio de 2016), conocida como Chayito Valdez, fue una cantante y compositora mexicana.

## Biografía y carrera
Comenzó su carrera musical a una edad infantil, participando en competencias de aficionados que se efectuaban en cines populares en las ciudades de Guasave y Los Mochis, en Sinaloa, en donde siempre obtuvo los lugares de honor, con canciones como «La cigarra», «Historia de un amor» y «La Bikina».
Contó con Amalia Mendoza como su madrina, La Tariácuri, la que le pidió cantar a capella «Leña de pirul». Chayito, muy pequeña, andaba vendiendo empanaditas (pan de harina de trigo con dulce) a la entrada del cine Murcia en Guasave, donde se presentaba la Caravana Vallejo, y esa noche Amalia la presentó como una voz infantil con gran futuro. La Tariácuri, viendo el potencial artístico de la niña, le pidió a doña María Zacarías Campos, madre de Chayito, le permitiera darle educación y prepararla artísticamente. Doña María se negó por el dolor que le causaba separarse de su hija.
Chayito fue la quinta de doce hermanos; ayudó al sustento familiar vendiendo comidas, frituras, lavando ropa ajena, trabajando de doméstica y hasta en pizcas de algodón y verduras en los campos agrícolas de Guasave. Desde muy niña supo lo que era trabajar para sobrevivir. Chayito, después, se fue a radicar a Hermosillo, Sonora, y estando allá conoció a Manuelita Acuña, formando el dúo "Las Guerrilleras del Norte", y como tal tuvieron que sortear todas las peripecias de una carrera artística, con carencias económicas y a veces sin trabajo, al grado que no tenían ni dónde dormir, o lo que ganaban no alcanzaba para cubrir a músicos y gastos. En poco tiempo ese dúo se disuelve.
Chayito regresa a Guasave y se casa con Bárbaro Bojórquez, con el que tuvo a Kleila Cristina, Eva María y Cecilia del Carmen, y no continúa con la actividad artística debido a los celos que esta actividad despertaba en su marido. Pero al sobrevenir la separación vuelve en ella la necesidad de cantar, por el talento tan grande que poseía y más aún por los sentimientos que le dejó dicha separación, así como por la necesidad económica de sacar adelante a sus tres hijas.
Doña María Zacarías, en el templo de Nuestra Señora del Rosario de Guasave, Sinaloa, le hace jurar a Chayito que sería la última vez que intentaría hacer carrera artística. A principios del decenio de 1970, empeñó una máquina de coser de Doña María y grabó cuatro canciones en la ciudad de Los Mochis, Sinaloa: Besos y copas, Una noche me embriagué, Una sombra y Amor que muere, en la cabina donde se grababan los anuncios de la XETNT, buscando alguna disquera que la apoyara, todas las puertas se le cerraban, pero como es una mujer de objetivos, consiguió que una pequeña disquera de la ciudad de Guadalajara le hiciera un tiraje de 50 discos sencillos. Ella personalmente entregó el sencillo (Besos y copas / Una noche me embriagué) a las radiodifusoras, y vendió los primeros tirajes, diciéndole a la gente: "Te vendo el disco, escúchalo, si no te gusta, te regreso tu dinero", y así fue cuando empieza a escucharse con fuerza inusitada el tema "Besos y copas", fue contratada inmediatamente por la disquera y grabación que hacía, grabación que se escuchaba en numerosas radiodifusoras de diversos géneros. Sus nuevas canciones eran esperadas con mucha ansiedad por su público, era la iniciadora de un nuevo estilo de cantar la música ranchera.
En toda la República Mexicana y el sur de Estados Unidos, había programas de radio a todas horas dedicados a las canciones de Chayito Valdez; inició presentaciones en programas de variedades nacionales y presentaciones personales, en eventos, bailes, palenques, ferias, lienzos charros, plazas de toros, ganándose así la reputación de la máxima cantante popular mexicana.
Participó en el Primer Festival de la Canción Ranchera, con el tema "El amor de tu vida" de Julio Fernando Paz, siendo la reina sin corona del pueblo y se le nombró la mejor intérprete del festival, y los medios de comunicación la proclamaron la sucesora de  Lucha Reyes; en una semana colocó más de 50.000 copias vendidas, del LP que incluía dicha canción.
Valdez, a lo largo de su carrera artística, tuvo más de 40 producciones y 450 canciones grabadas, las cuales fueron fruto de su arduo trabajo, contribuyendo al patrimonio musical de México; dejándonos corridos como Caballo Prieto Azabache, El alazán y el Rocío, al igual que otras piezas más tradicionales como San Juan del Río, Mi Soldadita, Pelea de Gallos, etcétera. Entre los boleros románticos que grabó destacan Compréndeme, Mía Nomás, Sentencia, Besos Callejeros, No Vuelvas, Ojazos Negros, y cientos de canciones más que todos los días se escuchan a lo largo y ancho de México, la parte hispana de Estados Unidos de América y otros países.
Fue en esa época que conoce al amor de su vida, el ingeniero Ramón Guardiola, con el que procrea a su cuarta hija, María del Pilar, y vuelve a surgir la sombra de los celos y ella opta por continuar su carrera artística, pero sin duda fue el ingeniero Guardiola, el amor de la vida de Chayito Valdez. Construye en Orba, su pueblo natal, un templo a Nuestra Señora del Rosario, por los favores concedidos, y su protección a ella, su familia y su carrera artística. Siguió participando en los Festivales Ranchero y como ella dice -No hay quinto malo- ganó el Quinto Festival de la Canción Ranchera con la canción No me pregunten por él, de Carlos Peña. El arreglista musical de la canción "No me pregunten por él" fue el señor Yin González, para el Quinto Festival de la Canción Ranchera.
Fue la máxima vendedora de discos en las décadas de los setenta y los ochenta, siendo la competencia más fuerte de Vicente Fernández, en venta de discos, y encabezó muchos eventos en el que Vicente también participó, Chayito Valdez estaba en la cumbre.

### Accidente
En 1982 se mudó a Los Ángeles, California y adquirió la ciudadanía estadounidense. El 17 de septiembre de 1985 sufrió una aparatosa volcadura en su camioneta cuando el chófer se quedó dormido al volante en la carretera de Zacatecas a Saltillo, en un lugar llamado "La Morita", después de su presentación en el palenque de Zacatecas; Chayito se dirigía a McAllen, Texas, en donde residía en ese momento, después de una agotadora gira por toda la República. En este percance se fracturó la columna vertebral, quedando sin movilidad en sus extremidades inferiores; toda su recuperación inicial la llevó a cabo en Monterrey, debido a que los servicios médicos en la Ciudad de México estaban devastados por el terrible terremoto de 1985.
Una vez parcialmente restablecida, reanudó su carrera como de la nada. Todas las puertas se le cerraron por su condición física (radio, televisión, palenques, lienzos charros), pero con esa entereza característica de la sinaloense nada le impidió seguir, aun postrada en silla de ruedas. De su tremenda experiencia vivida la única artista que se acercó a ella en su convalecencia fue la señora Lucha Villa, por la cual Chayito sentía un cariño muy especial.
En 1997 fue asaltada en su propia casa en Guadalajara, Jalisco y después de ese tremendo susto, donde perdió muchas cosas de valor, ella decidió cambiar su residencia a San Diego, California.
Después del año 2000, Chayito empieza a trabajar nuevamente con fuerza, se le abren las puertas de las televisoras, inclusive a escala nacional, empieza a presentarse en palenques e inicia la promoción de sus dos últimos materiales discográficos, "Las canciones de mi corazón" y "Las que me llegan al alma", con el mismo empeño de los inicios de su carrera, las cosas volvían a sonreírle, siempre amiga, siempre compañera, estrechó más sus lazos con compañeras del folklore como Yolanda del Río, Rozenda Bernal y Beatriz Adriana, ayudándose mutuamente en el quehacer artístico.

### Última presentación
En mayo de 2003, se presentó en el Palenque de la Expo Sonora en Hermosillo, con llenos totales, un exitazo. En el Aeropuerto de Guadalajara al trasladarla a la terminal, el personal de tierra, debido a  un descuido no la sujetó correctamente y Chayito se les cayó en la pista, se dio un golpe en la nuca, no hubo ningún problema aparente.
Su última aparición artística se dio en Nogales, Sonora. De regreso en Guadalajara, Jalisco en junio del año 2003 sufrió una deshidratación, fue llevada al hospital, ella entró por sí misma, y por negligencia médica aparente (según dijo su hija en entrevista televisiva) convulsionó y su cerebro dejó de recibir oxígeno por más de cuatro minutos, entrando la Alondra en un sueño profundo del cual nunca despertó, fue trasladada a San Diego en un avión ambulancia especial, donde se le daba atención médica en un hospital de Chula Vista, California.

## Muerte
La cantante murió a las 23:30 del 20 de junio de 2016 en un hospital de San Diego, California a la edad de 70 años. Estuvo 13 años en estado vegetativo persistente, desde que fue hospitalizada por una severa deshidratación en 2003. El cuerpo de Chayito Valdez fue sepultado en la tierra que la vio nacer, en Orba, municipio de Guasave Sinaloa. Se realizó un humilde homenaje como despedida, donde acudieron cientos de personas para dar el último adiós a la "Alondra de México" en el estadio de béisbol de Guasave, Francisco Carranza Limón, a petición como última voluntad de Chayito, y se realizó una misa de cuerpo presente en el santuario de la Virgen del Rosario rodeada de familiares, amigos y personas de distintos lugares de la república.

## Discografía
- Besos y Copas (Discos Cronos)
- Se marchó (Discos Cronos)
- Son Habladas (Discos Cronos)
- Corridos Famosos (Discos Cronos)
- Día tras Día (Discos Cronos)
- Las Mañanitas con Chayito Valdez (Discos Cronos)
- Sigue cantando los corridos de México (Discos Cronos)
- Libro de Recuerdos (Discos Cronos)
- Polvo Maldito / Nada gano con quererte (Discos Cronos)
- La Gallera (Discos Cronos)
- Pedro el de Guadalajara (Discos Cronos)
- No cumplí mí Juramento (Discos Cronos)
- El amor de tu vida (Discos Cronos)
- Tres Veces te engañé (Discos Cronos-Arpegio)
- Cambio Total (Discos Cronos-Arpegio)
- Estamos mejor sin ti / Así es la Vida (Discos Cronos)
- Los 10 Éxitos de Chayito Valdez (Discos Yuriko)
- Los 10 Éxitos de Chayito Valdez Vol. 2 (Discos Yuriko)
- 15 Éxitos con la Banda la Costeña (Discos Cronos)
- Éxitos con la Banda El Salitre (Discos Cronos)
- La Sopa del Bebé (Discos Yuriko)
- 15 Éxitos con la banda La Costeña (Discos Yuriko)
- 15 Éxitos con la banda la Costena Vol. 2 (Discos Yuriko)
- La Primera Mujer (Discos Yuriko)
- No me pregunten por él 5.º Festival de la Música Ranchera (Discos Yuriko)
- 15 Éxitos con grupo norteño (Discos Yuriko)
- Las Mañanitas con el Mariachi Vargas de Tecalitlán (Discos Yuriko)
- Me escapé de la Muerte (Discos Yuriko)
- Cuando llora un corazón (Discos Yuriko)
- Recordar es volver a vivir (Discos Yuriko)
- La loba catrina (Discos Yuriko)
- Chayito Valdez con tambora (Discos Musart)
- La moneda se volteó (Discos Musart)
- 15 Éxitos (Discos Musart)
- 15 Éxitos de Oro (Discos Musart)
- Voces del Pueblo Chayito Valdez y Cornelio Reyna (Discos Musart)
- Chayito Valdez en Vivo (Discos Musart)
- Hoy y Siempre (Discos Platino-Fonovisa)
- Las canciones de mí corazón (Discos Continental)
- Las que me llegan al alma (Discos Continental)
- Las que siempre quise cantar (Discos Continental)

No se incluyeron los títulos de las cientos de recopilaciones que se han hecho de sus grabaciones.

### Programas de televisión y radio
Chayito Valdez participó en programas de televisión, tales como Siempre en Domingo (de Raúl Velasco), Noches Tapatías, El Estudio de Lola, Hoy mismo, Para gente Grande (del periodista Ricardo Rocha), Aún hay más (de Raúl Velasco), Nuestra Gente, Programas en todas las televisoras locales tanto en México como en Estados Unidos, y Latinoamérica, así mismo en muchas ciudades y pueblos de México, en las estaciones de radio del género ranchero y balada, se dedicaba una hora diaria a programas con las canciones de Chayito.

## Giras y presentaciones
En los años 70 y parte de los 80, fue la reina indiscutible de los palenques y las ferias regionales en todo el país y en el extranjero, la prensa la reseñaba como la mujer que tenía oro en la garganta, Chayito ha sido de las cantantes que ha recorrido incansablemente la geografía mexicana, desde la ciudad más grande, hasta el pueblo más pequeño, siempre llevando su canto y estilo al pueblo que tanto la adoraba.

## Premios
Guasave, Sinaloa la Nombró Hija Predilecta en la feria de la Amistad "CHAYITO VALDEZ", después de su triunfo en el festival ranchero, en mayo de 1983.
El Gobierno del Estado de Sinaloa la nombró Sinaloense Ejemplar y le hizo un homenaje en 2004, en el cual se presentó su Biografía Testimonial "Entre Besos y Copas" escrita por Doña Leonor Mena y una semblanza en video de su exitosa carrera artística.
Las fiestas patrias del Bicentenario (septiembre de  2010), en el Estado de Sinaloa, dentro de su esencia patria, homenajearon a las 3 figuras más representativas de ese Estado y que con su quehacer artístico, talento y cariño de todo el pueblo, han sido pilares de la Música Ranchera Mexicana ellos son: Chayito Valdez, Lola Beltrán y Pedro Infante, para lo cual se compusieron sinfonías alusivas al repertorio de estas tres figuras y sus canciones fueron interpretadas por solistas y coros, acompañados por mariachis y la tradicional banda sinaloense.